# 普萊什庫察鄉
46°18′02″N 22°25′25″E / 46.30056°N 22.42361°E
普萊什庫察鄉（羅馬尼亞語：Comuna Pleșcuța, Arad），是羅馬尼亞的鄉份，位於該國西部，由阿拉德縣負責管轄，面積79平方公里，海拔高度207米，2011年人口1,219，人口密度每平方公里15人。